# Кошаре (Илијаш)
Кошаре су, некада српско, а данас пусто насељено мјесто у општини Илијаш, Федерација Босне и Херцеговине, БиХ.

## Становништво
| Националност       | 1991. | 1981. | 1971. | 1961. |
| Срби               |       | 10    | 35    | 65    |
| остали и непознато |       |       |       |       |
| Укупно             | 0     | 10    | 35    | 65    |

| Демографија | Демографија | Демографија |
| Година      | Становника  | Становника  |
| ----------- | ----------- | ----------- |
| 1961.       | 65          |             |
| 1971.       | 35          |             |
| 1981.       | 10          |             |
| 1991.       | 0           |             |